# Jan Augusta

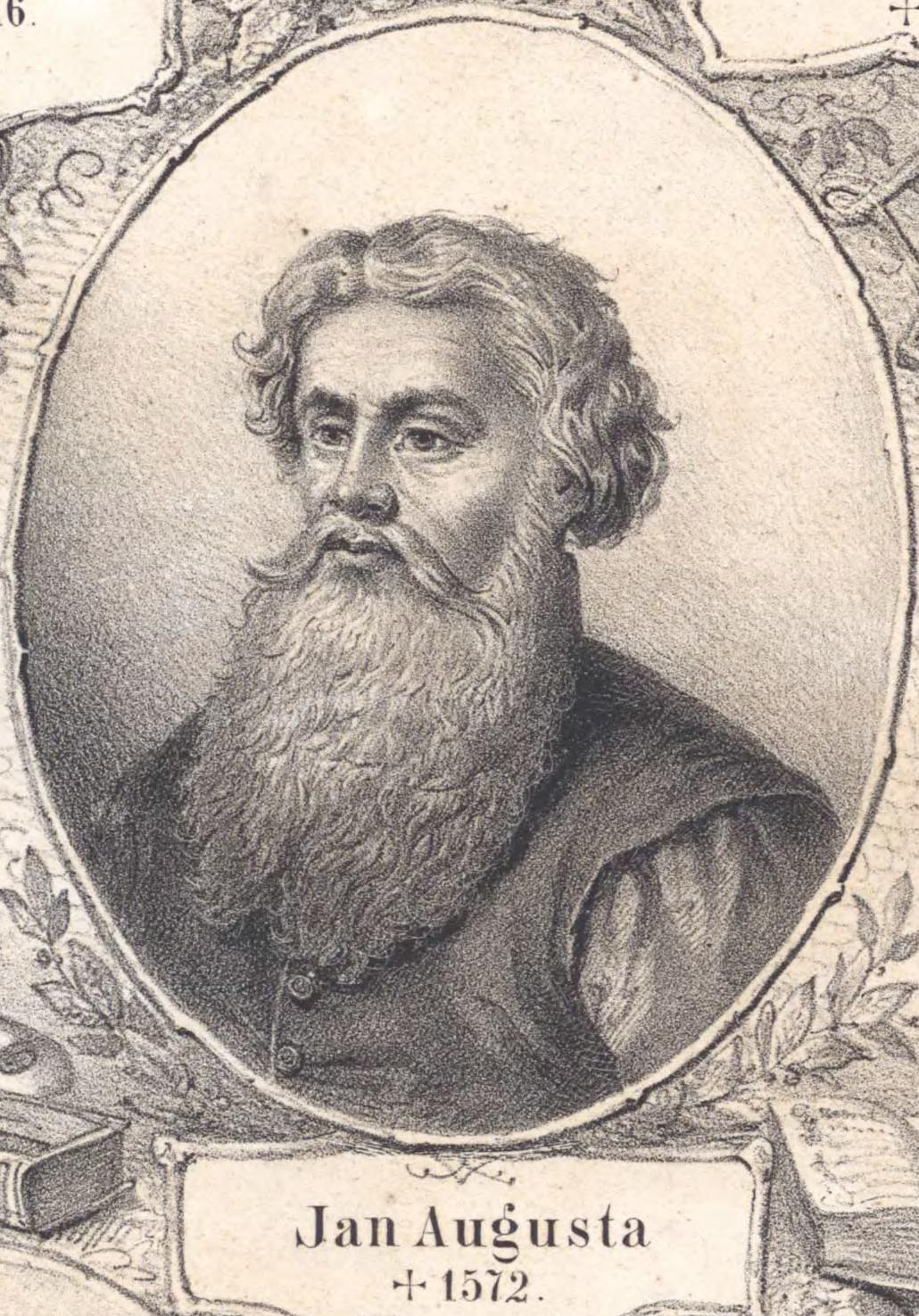
Jan Augusta

Jan Augusta (auch Johannes Augusta; * um 1500 in Prag; † 13. Januar 1572 in Jungbunzlau) war Bischof der Unität der Böhmischen Brüder und Verfasser theologischer Schriften.

## Leben
Jan Augusta entstammte einer utraquistischen Prager Familie und erlernte den Beruf eines Hutmachers. Mit 24 Jahren trat er der Unität der Böhmischen Brüder bei, wo er vom Brüderbischof Lukas von Prag theologischen Unterricht erhalten haben soll. 1531 wurde er zum Priester geweiht und in Benatek eingesetzt. Bereits ein Jahr später wurde er auf der Synode von Brandeis zum Bischof (Senior) gewählt, wobei ihm als Sitz Leitomischl zugewiesen wurde. Stadt und Herrschaft Leitomischl gehörten damals dem böhmischen Adligen Bohuslav Kostka von Postupitz, der ein Anhänger der Böhmischen Brüder war und sie unterstützte.
Obwohl Jan Augusta in manchen Quellen nachgesagt wird, er habe eine mangelhafte wissenschaftliche Bildung gehabt, veröffentlichte er bereits 1532 im Zürcher Verlag Froschouer die 47 Seiten umfassende, deutsch verfasste Schrift Rechenschafft des Glaubens, der dienst unnd Ceremonien der brüder in Behmen und Mehrern
Ebenfalls 1532 wurde er zum Bischof der Brüderunität gewählt. Zusammen mit dem Mitbischof Johann Horn, der zum Nachfolger des 1529 verstorbenen Lukas von Prag gewählt worden war und auf der Brandeiser Synode 1532 das Richteramt erhielt, setzte sich Jan Augusta für den Anschluss an die deutsche Reformation ein. Ebenfalls mit Johann Horn verfasste er 1535 eine veränderte Confessio, die in zwanzig Artikeln die Lehre der Brüderunität zusammenfasste. Nachdem König Ferdinand I. dieser Confessio seine Zustimmung verweigerte, intensivierte die Brüderunität ihre Kontakte zu den reformatorischen Zentren Wittenberg und Straßburg, was eine ideologische Öffnung zur lutherischen Theologie bewirkte.
In diesem Zusammenhang sei ein Besuch Augustas bei Martin Luther in Wittenberg im Jahre 1542 erwähnt. Zu der Gesandtschaft gehörten auch der Prediger Georg Israel, Joachim Prostibor und andere. Bei diesem Besuch handelte es sich offenbar um den letzten in einer Reihe. Luther verabschiedete sie vor zahlreichen Professoren der Universität Wittenberg, die Worte des Reformators sind wie folgt überliefert: „Seid ihr die Apostel des slawischen Stammes: Ich, mit den Meinigen, will der Apostel des deutschen Stammes sein.“
1547 erhielt Jan Augusta in der Nachfolge des verstorbenen Mitbischofs Johann Horn das Richteramt der Brüderunität. Ein Jahr später wurde, nach der Niederschlagung des Ständeaufstands von 1547, die Brüderunität weitgehend zerstört. Sie verlegte deshalb ihre Leitung nach Mähren, wo die Brüder weniger stark verfolgt wurden. Am 25. April 1548 wurde Jan Augusta gemeinsam mit seinem Helfer Jakub Bílek in Haft genommen, gefoltert und nach Prag gebracht. Danach wurden sie auf der Burg Křivoklát sechzehn Jahre lang gefangen gehalten. Trotzdem versuchte Jan Augusta aus seiner Haft heraus die Brüderunität weiter zu führen. Sie verweigerte ihm jedoch den Gehorsam und wählte in den Jahren 1553 und 1557 sogar neue Bischöfe. Nachdem er sich 1560 zum Utraquismus bekannte, wurde er aus der Unität ausgeschlossen. Durch Bemühungen des Bischofs Jan Blahoslav, der sich seit 1555 für die staatliche Anerkennung der Brüderunität einsetzte, wurde Jan Augusta schließlich 1564 aus der Haft entlassen. Kurze Zeit später wurde er wieder als Bischof eingesetzt. Trotzdem verfolgte er weiterhin den Zusammenschluss der Brüderunität mit den Utraquisten und verhandelte hierüber mit deren Administrator Mistopol. Dadurch geriet er in die Gegnerschaft zum Senior Jan Blahoslav. Obwohl dieser 1571, ein Jahr vor Jan Augusta, verstarb, setzte die Brüderunität Blahoslavs Kirchenpolitik fort.

## Schriften
- Rechenschafft des Glaubens, der dienst unnd Ceremonien der brüder in Behmen und Mehrern. Zurüch 1532 (Digitalisat).
- Umění díla Páně služebného. 1550
- Sumovník a Smysl a úmysl Kristův. 1562